# Union Grove (Alabama)
 Union Grove, Alabama és una població dels Estats Units a l'estat d'Alabama. Segons el cens del 2000 tenia 94 habitants.

## Demografia
Segons el cens del 2000, Union Grove tenia 94 habitants, 38 habitatges, i 28 famílies La densitat de població era de 63,7 habitants/km².
Dels 38 habitatges en un 31,6% hi vivien nens de menys de 18 anys, en un 60,5% hi vivien parelles casades, en un 7,9% dones solteres, i en un 26,3% no eren unitats familiars. En el 21,1% dels habitatges hi vivien persones soles el 13,2% de les quals corresponia a persones de 65 anys o més que vivien soles. El nombre mitjà de persones vivint en cada habitatge era de 2,47 i el nombre mitjà de persones que vivien en cada família era de 2,89.
Per edats la població es repartia de la següent manera: un 21,3% tenia menys de 18 anys, un 6,4% entre 18 i 24, un 30,9% entre 25 i 44, un 22,3% de 45 a 60 i un 19,1% 65 anys o més.
L'edat mediana era de 41 anys. Per cada 100 dones hi havia 108,9 homes. Per cada 100 dones de 18 o més anys hi havia 100 homes.
La renda mediana per habitatge era de 36.250 $ i la renda mediana per família de 36.250 $. Els homes tenien una renda mediana de 32.292 $ mentre que les dones 19.375 $. La renda per capita de la població era de 15.467 $. Aproximadament el 15,4% de les famílies i el 9,8% de la població estaven per davall del llindar de pobresa.

## Poblacions properes
El següent diagrama mostra les poblacions més properes.